# Wise
Wise（前身TransferWise）是一家总部位于伦敦的金融科技公司，由爱沙尼亚商人Kristo Käärmann和Taavet Hinrikus于2011年1月创立。  

## 历史

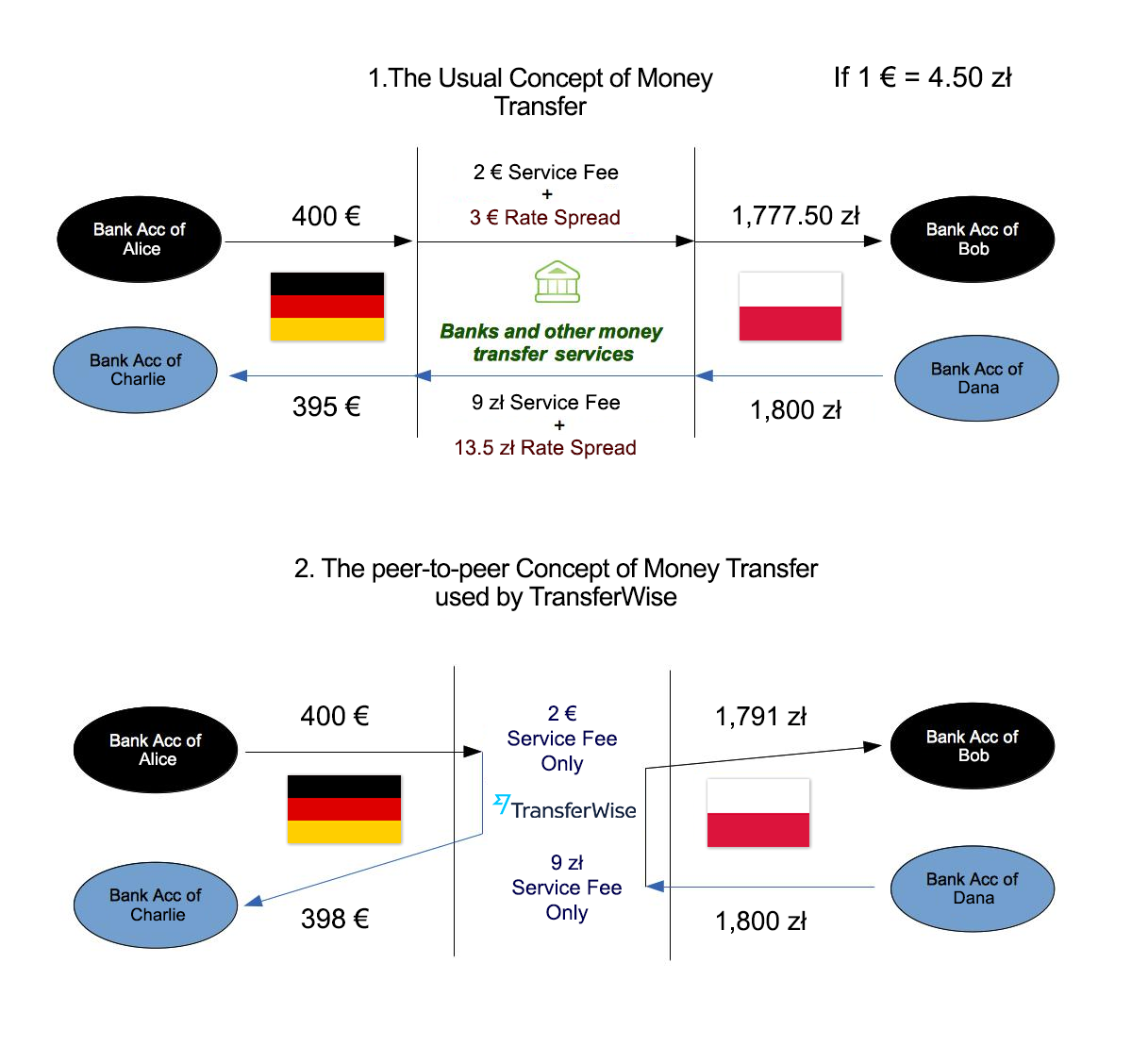
一般汇款与点对点汇款（Wise使用后者）

Wise由Skype的首位员工Taavet Hinrikus与财务顾问Kristo Käärmann创立。它的系统被比作哈瓦拉汇款系统。   
在其运营的首年，经手Wise的交易额达1000万欧元。2012年，Wise被《衛報》列入“东伦敦20家最热门的科技初创公司”，也被《英國連線》评为“本周初创企业”，TechCrunch将其评为Seedcamp 2012年US Demo Day的五家“值得关注的初创企业”之一，该公司还位列Startups.co.uk的2012年英国100强初创企业名单。   
2013年4月，Wise停止让用户购买比特币，理由是来自银行提供商的压力。独立比较网站Monito称，在主要的货币途径上，Wise平均比英国四大银行便宜83%，且在某些情况下可能便宜90%。
2015年5月，Wise在全国广播公司商业频道的2015年50位颠覆者榜单中位列第八。2015年8月，该公司被评为世界經濟論壇技术先锋。
2017年4月8日，英国桑坦德银行的一份内部备忘录称，如果收费与Wise相同，该行将损失84%的汇款业务收入。同月，Wise公司宣布在新加坡开设其亚太地区中心。2019年，Wise公司宣布在布鲁塞尔开设办事处。2017年5月，Wise公司宣布每月其客户使用该服务汇款超过10亿英镑，并且该公司在成立六年后实现盈利。
2021年1月21日，天空新闻台报道称，Wise已任命高盛和摩根士丹利为其计划的首次公开募股的联合全球协调员。2021年2月22日，公司从TransferWise更名为Wise  ，并为此推出新的网站域名。公司重新命名是为反映其跨越国际汇款范畴的扩展产品。
2021年7月2日，公司发布的招股说明书中宣布，联合创始人Taavet Hinrikus将在一年内卸任董事长。同时宣布David Wells将接替该职位。
2021年7月7日，Wise在伦敦证券交易所直接上市，估值110亿美元。

## 资金
Wise获得了130万美元的种子基金，这笔资金来自包括风险投资公司IA Ventures和Index Ventures，IJNR Ventures、NYPPE，以及PayPal联合创始人马克斯·列夫琴、Betfair前首席执行官David Yu、Wonga.com联合创始人Errol Damelin等个人投资者。Wise被Seedcamp 2011提名后也获得了投资。
2013年5月，Wise宣布获得由彼得·泰爾的Valar Ventures领投的600万美元投资。Wise在2014年6月又筹集了2500万美元，并加入了理查德·布蘭森作为投资者。
2015年1月，Wise宣布筹集了5800万美元的C轮融资，由投资者Andreessen Horowitz领投。2016年5月，Wise获得了2600万美元的资金。这将公司的估值提高到了11亿美元。截至2016年5月，Wise共筹集了1.17亿美元的资金。
2017年11月，该公司筹集了2.8亿美元的E轮融资，由Old Mutual Global Investors和IVP以及Sapphire Ventures、日本三井物产和World Innovation Lab领投。
2019年5月，该公司进行了2.92亿美元的二轮投资，总估值达到35亿美元，是2017年底Wise的2.8亿美元E轮融资时的估值的两倍多。
2020年7月，公司披露3.19亿美元的二轮投资，总估值达50亿美元，由新投资者D1 Capital Partners和现有股东Lone Pine Capital领投。Vulcan Capital作为新投资者加入，Baillie Gifford、Fidelity Investments和LocalGlobe则追加了现有持股。

## 批评
2016年5月，Wise宣称的“相比银行您可以节省高达90%的费用”被英國廣告標準管理局称具有误导性。
2020年6月，在专家对Wise帮助开发的数字版COVID-19免疫护照提出道德和隐私问题后，该公司承认免疫护照不是“完美的解决方案”，联合创始人Hinrikus表示，在就COVID-19免疫力达成科学共识前，该产品不会公开发布。